# Johann Friedrich Agricola
Johann Friedrich Agricola (* 4 ianuarie 1720 Dobitschen Altenburg; †12 noiembrie 1774 Berlin) a fost un compozitor german.